# Кручина Віктор Павлович
Віктор Павлович Кручина (17 жовтня 1971, м. Херсон — 16 жовтня 2015, м. Київ) — український театральний режисер, актор театру і кіно. Тренер й театральний педагог з основ театральних дисциплін. Актор київських театрів «Візаві» та «Золоті ворота». Володар премії за кращу режисуру «Тернопільські театральні вечори» (2006).

## Життєпис
Віктор Кручина народився 17 жовтня 1971  року у місті Херсон.
Херсонське училище культури закінчив у 1994 році за спеціальністю «режисер театрального колективу» (майстерня заслуженого діяча мистецтв України Ольги Каганової).
У 1998-у році закінчив КДІТМ ім. Карпенко-Карого за фахом «актор драматичного театру і кіно» (майстерня Юрія Мажуги), згодом, у 2003-у — цей самий виш за фахом «режисер драматичного театру» (майстерня Едуарда Митницького).
Актор київських театрів «Візаві» та «Золоті ворота», кінематографа. Театральний педагог з основ театральних дисциплін (акторська майстерність, сценічна мова, сценічний рух, пластика). Серед вихованців — актори столичних та регіональних театрів.
Працював на регіональних і київських радіостанціях: ОДТРК «Скіфія» (Херсон, 1993—1994 роки), НРКУ ТВО ВСРУ (Київ, 2006—2013 роки).
Помер 16 жовтня 2015 року у Києві за день до свого 44-го дня народження.

### Родина
- Дочка — Ірен Кручина, акторка[6][7].

## Роботи у театрі

### Акторські роботи
Херсонський ТЮГ
1. «Пастка для самотніх чоловіків» за п'єсою [fr] Робера Тома — Даніель
2. «Між небом і землею…» Юрія Щекочихіна — Дімка
3. «Дорога Олена Сергіївна» Людмили Разумовської — Володя
4. «Влада темряви» за п'єсою[ru] Льва Толстого — Микита
5. «Чайка» за п'єсою» Антона Чехова — Костянтин Гаврилович Треплєв
6. «Лісова пісня» за драмою-феєрією Лесі Українки — Лукаш

Київський театр «Візаві»
1. «Леді Макбет Мценського повіту» за повістю Миколи Лєскова — Сергій
2. «Ангел-охоронець» за роман[fr] Франсуази Саган — Льюїс
3. «Майстер і Маргарита» за романов Михайла Булгакова — Єшуа / Майстер
4. «Поцілунок імператриці» Т. Морозова; режисер Євгенія Морозова — Олексій Орлов[8]
5. «Сімейна пара бажає познайомитись» Т. Морозова — Вадик

Київський театр «Бенефіс»
1. «Лісова пісня» за драмою-феєрією Лесі Українки — Лукаш
2. «Азалія» Іва Жаміак — Давид

Інші театри
1. «Рогатка» Миколи Коляди — Антон (Київська експериментальна театральна лабораторія Володимира Федорова)
2. «Ясновидяща» Григорія Квітка-Основ'яненко — Федул Петрович (Навчальний театр КДІТМ ім. Карпенка-Карого)
3. «Евридика» за п'єсою[en] Жана Ануй — Матіас (Київський театр «Золоті ворота»)

### Режисерські постановки
1. 2006 — «Влада темряви» за п'єсою Льва Толстого[9]
2. 2006 — «100 єн за послугу» Б. Мінору (спектакль-учасник театральних «Українських днів у Японії» у листопаді 2006, Токіо)[10]
3. 2007 — «А зорі тут тихі» Бориса Васильєва (Театр на Великій Морській, м. Севастополь)[11]
4. «Азалія» Іва Жаміака
5. «Алексеєв і тіні» Марії Арбатової
6. «Валентин і Валентина» Михайла Рощина
7. «Де твої 17 років» В. Петранюка
8. «Дорога Олена Сергіївна» Людмили Разумовської
9. «Дурисвітка» Марка Кропивницького
10. «Маленький принц» Антуана де Сент-Екзюпері
11. «Місяць у селі» Івана Тургенєва
12. «Руда п'єса» Ксенії Драгунської
13. «Скрипка» Юрія Покальчука
14. «Трикутні вуха» М. Красногорова

## Фільмографія
1. 2001 — Молитва за гетьмана Мазепу — Левенгаупт, генерал (в титрах не вказаний)
2. 2001 — Таємниці Києво-Печерської Лаври (документальний) — ведучий
3. 2004 — Легенда про Кощея, або В пошуках тридесятого царства — Симаргл
4. 2006 — Богдан-Зиновій Хмельницький — Ярема Вишневецький, князь[12]
5. 2006 — Золоті хлопці-2 — епізод
6. 2006 — Утьосов. Пісня довжиною у життя (1-а серія) — скрипаль, що постраждав від погрому
7. 2007 — Вбити змія — Павло Манько
8. 2011 — Повернення Мухтара—7 — актор кукольного театру
  1. 5-а серія «Як написати бестселер» — Шпилькін
  2. 35-а серія «Бережись Бармалея» — Анатолій Ларіонов
9. 2011 — Доярка з Хацапетівки—3 — епізод
10. 2011 — Екстрасенси-детективи (11-а серія) — Грабар
11. 2011 — Зіркова сторожа — кіборг
12. 2012 — Повернення Мухтара—8 (10-а серія «Таємничий незнайомець») — Віктор Хохлов
13. 2012 — Жіночий лікар (25-а серія «Ближче до природи»)
14. 2014 — Тільки не відпускай мене — Микола Олександрович, палатний лікар
15. 2015 — Вирок ідеальної пари — Костя

### Телебачення, реклама, аудіозаписи
1. Рекламний ролик Nestle Gold Chocolate — Художник
2. Літературні читання в рубриці «Книжкова шафа». Олександр Довженко Щоденники: уривки[13]

## Визнання і нагороди
- 2006 — Премія за кращу режисуру на фестивалі «Тернопільські театральні вечори» (спектакль «Влада темряви»).
- 2008 — Приз за кращу чоловічу роль другого плану на Міжнародному кінофестивалі «Бригантина» (Бердянськ) за роль князя Вишневецького у фільмі режисера Миколи Мащенка «Богдан-Зиновій Хмельницький»[14].